# Стефан Недељковић
Стефан Недељковић (Звечан, 1991. — Бањска, 24. септембар 2023) био је Србин са Косова и Метохије који је погинуо у окршају против косовске полиције и специјалних снага у Бањској 24. септембра 2023. године.

## Биографија
Рођен је 1991. године у Звечану. Син је звечанског привредника и бившег председника општине Звечан Драгана Недељковића. У младости се бавио спортом. Победник је у пливању за часни крст у језеру Газиводе 2016. године и поводом тога одликован од стране епископа рашко-призренског Теодосија.
Дана 2. јуна 2023. године, током кризе на северу Косова и Метохију, председник Владе Републике Косово Аљбин Курти назвао је Недељковића једним од организатора нереда на северу КиМ и припадника Северне бригаде. Према албанским медијима, Недељковић је био запослен као инспектор у Министарству индустрија, предузећа и трговина Републике Косово.
Погинуо је заједно са Игором Миленковићем и Бојаном Мијаиловићем у окршају против косовске полиције и специјалних снага у Бањској 24. септембра 2023. године. Сахрањен је 1. октобра у Врњачкој Бањи. Сахрани су присуствовали организатор напада Милан Радоичић, директор Канцеларије за Косову и Метохију Петар Петковић и бивши фудбалер Милош Красић.
Био је ожењен и имао је три кћерке.
На 174. вечитом дербију у фудбалу 23. септембра 2024. године навијачи Црвене звезде истакли су транспарент са ликом Недељковића и тако му одали почаст.